# 田畑端

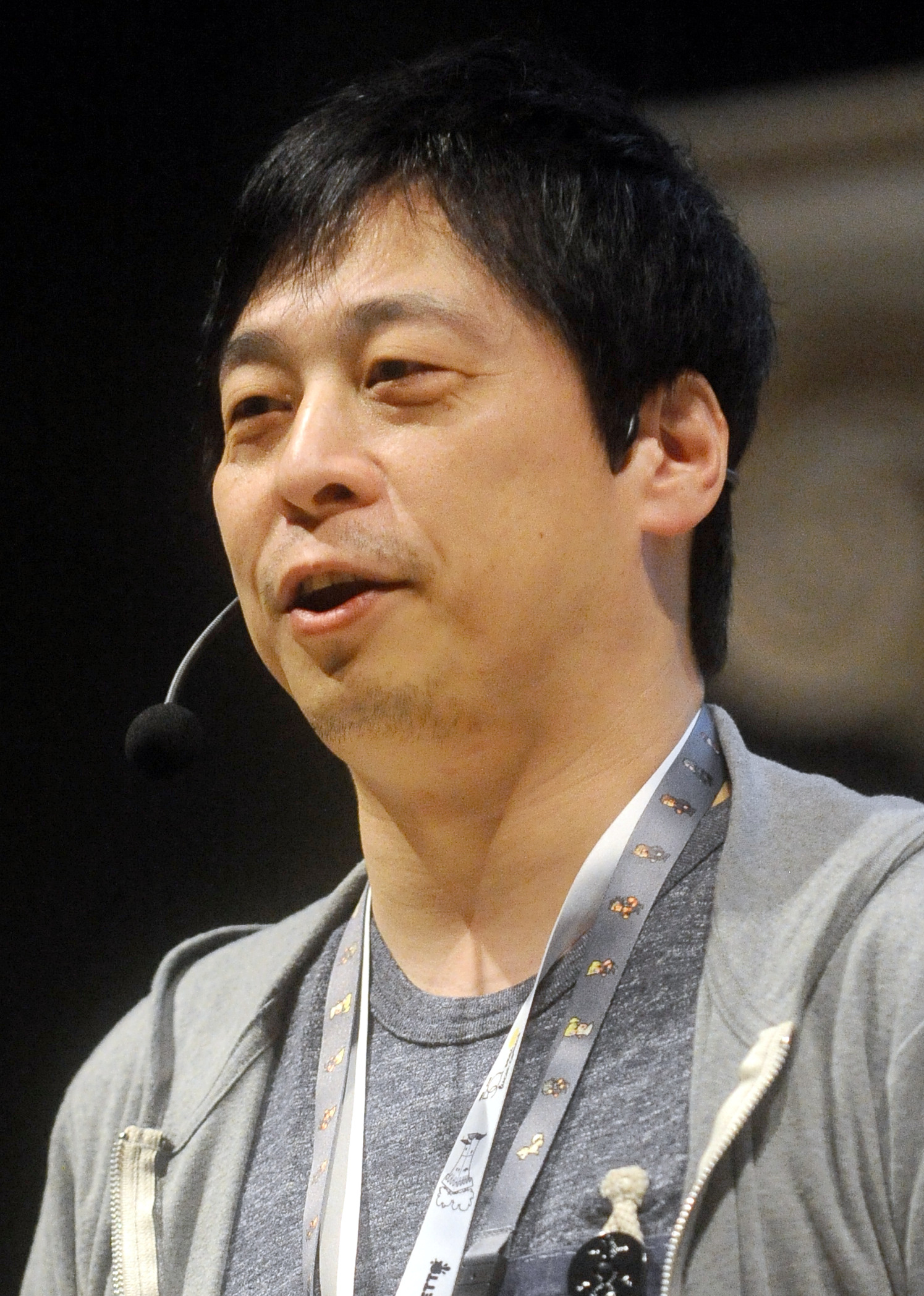
ルッカ・マンガ&ゲームフェスティバル2016にて撮影。

田畑 端（たばた はじめ、1971年5月5日）は日本のゲームクリエイター。元スクウェア・エニックスグループ所属。現在、JP GAMES株式会社代表取締役。（2020年現在）

## 概要・略歴
テクモにて『モンスターファーム2』等を手がけた後、スクウェアに移籍。モバイル事業部マネージャーを経て「ファイナルファンタジーシリーズ」のディレクションを担当していた。
2018年3月27日、新たに発足されたスクウェア・エニックス・グループの新開発スタジオ Luminous ProductionsのCOO兼スタジオヘッドとして就任したことが発表された。
2018年11月8日、同年10月31日付けでLUMINOUS PRODUCTIONSおよび、スクウェア・エニックスグループから退職していたことを発表。
2018年12月3日、JP GAMES株式会社を設立、代表取締役に就任。
2019年4月12日、世界初の国際パラリンピック委員会（IPC）公式パラリンピックゲーム『THE PEGASUS DREAM TOUR』の制作を発表。
2021年6月24日、全世界向けに『THE PEGASUS DREAM TOUR』のサービスを開始。

## 受賞
- ファミ通アワード2016 - MVP[6]

## 関連作品
- ギャロップレーサー：メインプランナー
- ギャロップレーサー2：ディレクター
- モンスターファーム2：企画・プランナー
- 蒼魔灯：イベントディレクター
- 幸福操作官：ディレクター
- ビフォア クライシス ファイナルファンタジーVII：ディレクター
- クライシス コア ファイナルファンタジーVII：ディレクター
- MONOTONE：ディレクター
- キングダム ハーツ コーデッド：Coディレクター
- ファイナルファンタジー 零式：ディレクター
- ザ・サード バースデイ：ディレクター
- ファイナルファンタジーXV：ディレクター（野村哲也の後任）